# Карский, Матвей
Карский Матвей (24 февраля 1622, Добжинская земля, Речь Посполитая — 10 февраля 1717) — правовед, философ, глава Литовской провинции иезуитов (1713 — 1716).

## Биография
С 1680 года учился в новициате в Вильне, иезуит.
В 1683 — 1686 гг. изучал курс философии в Виленской академии, затем курс риторики и поэзии в Полоцком иезуитском коллегиуме.
В 1689 — 1693 гг. — курс теологии и права в Варшаве. По рекомендации преподавателя права А. Краснодембского, Матвею Карскому было поручена подготовка нового издания Статута ВКЛ 1588 года на польском языке (Вильня, 1693). Благодаря этому переводу, Карский приобрел в ВКЛ известность «знатока отечественных законов».
В 1688 — 1689, 1693 — 1694 гг. преподавал риторику в Плоцке, а в 1694 — 1695 гг. в Варшаве.
В 1696 — 1699 гг. преподавал философию в Полоцке.
Защитил докторскую диссертацию по теологии в Виленской академии.
В 1700 — 1708 гг. — преподавал каноническое право в Варшавском коллегиуме.
Во время Северной войны 1700—1721 гг. поддерживал Станислава Лещинского.
В 1709 — 1710 гг. — ректор Полоцкого коллегиума.
В 1710 — 1713 гг. — ректор Виленской академии. Восстановил ее после опустошительной эпидемии 1710 года, восстановил ее библиотеку.
Благодаря своему авторитету добивался согласия между враждующими группировками магнатов (в том числе между виленским епископом К. Бжостовским и великим гетманом ВКЛ Л. Потеем). Многократно избирался дворянством в качестве мирового судьи вместо Трибунала Великого княжества Литовского.
В 1713 — 1716 гг. — возглавлял Литовскую провинцию иезуитов.